# Estación Comandante Giribone
Comandante Giribone fue una estación ferroviaria del paraje de Comandante Giribone, en el Partido de Chascomús, Provincia de Buenos Aires, Argentina.

## Servicios
La estación pertenece al ramal Elizalde-Lezama, pertenece al sector Vergara-Lezama habilitado en 1930. No presta servicios de ningún tipo. El ramal fue clausurado en 1977.